# Filmtecknarna
Filmtecknarna, egen stavning FilmTecknarna, är ett svenskt produktionsbolag verksamt inom alla former av visuella media. Bolaget bildades 1981 av Lars Ohlson, Stig Bergqvist, Jonas Odell och Martti Ekstrand. De första åren dominerades av kortfilmsproduktion som var animerad i traditionell, tecknad 2D-stil. På senare år har studion utvecklats till ett produktionsbolag vars huvudverksamhet är att producera film med betoning på design och berättande i förening. Studion har, främst genom Jonas Odell, kommit att uppmärksammas för ett flertal prisbelönta kortfilmer, såsom Revolver, Aldrig som Första Gången, Lögner och senast Tussilago. Vidare verkar studion som leverantör av reklamfilm, musikvideor m.m. för en internationell marknad. Bolaget representerar i dagsläget 12 stycken regissörer och har kontor i Stockholm och New York.